# Peter Luther
Peter Luther (Wilster, 1939. január 2. – 2024. október 15.) olimpiai bronzérmes, Európa-bajnok német lovas, díjugrató.

## Pályafutása
Az 1982-es dublini világbajnokságon ezüst-, az 1984-es Los Angeles-i olimpián bronzérmet szerzett a csapatversenyben. Az Európa-bajnokságokon egy-egy arany-, ezüst- és bronzérmet szerzett csapatban.
Visszavonulása után lovas- és lovasoktatóként dolgozott wittmoldti farmján, ahová 1986-ban költözött. Fiai, Thieß és Hauke, valamint unokái, Jarka és Jesse is versenylovasok lettek.

## Sikerei, díjai
- Olimpiai játékok – díjugratás (csapat)
  - bronzérmes: 1984, Los Angeles
- Világbajnokság – díjugratás (csapat)
  - ezüstérmes: 1982
- Európa-bajnokság – díjugratás (csapat)
  - aranyérmes: 1981
  - ezüstérmes: 1979
  - bronzérmes: 1985